# Mumificering i det gamle Ægypten
Mumificering i det gamle Ægypten var en kostbar investering, som var forbeholdt de få. De ønskede at bevare deres liv med festligheder, familie, børn og uddannelse hinsides døden, og da man mente, at denne verdens fysiske ting kunne overføres til de dødes rige, udstyrede den rige overklasse deres grave luksuriøst.

## Mumificeringsprocessen
Balsamereren indledte processen ved at fjerne den afdødes hjerne, som blev fjernet gennem næsen, for ikke at skabe synlige huller i hovedet. Balsamereren fjernede det lille stykke ben, der adskiller hjernen og næsen ved hjælp af en lille mejsel. Herefter blev en lang metalkrog stukket op i kraniet. Grundet det varme klima var den afdødes hjerne allerede en smule flydende, hvilket gjorde det endnu nemmere for balsamereren at fjerne den. Han brugte krogen til at flå hjernen i mindre stykker med, som han så fiskede ud gennem afdødes næse.
Herefter skar balsamereren et lille snit under det nederste venstre ribben, hvorigennem har fjernede næsten alle organerne. Det var kun hjertet, der fik lov til at blive i den afdødes krop. Grunden var, at ægypterne tolkede hjertet som sæde for menneskets følelser og hukommelse samt den afdødes personlighed. Ydermere var hjertet også en afgørende faktor i den afdødes rejse til efterlivet.
Herefter blev den afdødes krop dækket af natron, en art salt, der forekommer naturligt flere steder i den ægyptiske ørken. Kroppen skulle være dækket 40 dage, imens natronen suger al kroppens væske til sig, og dræber bakterierne. Det gør at kroppen ikke rådner, men bliver balsameret, og derved bevaret. Nogle af de indre organer, som regel lever, lunger, mave og tarme, blev også præserveret og viklet ind i bandager, som var vædet med harpiks. Alle andre organer blev smidt ud, da de ikke blev anset for at være vigtige. De fire vigtige organer blev placeret i fire kanopekrukker, som hver afbildede fire beskyttende guder, som i mytologien gik under fællesbetegnelsen Horus’ sønner. Hver kanopekrukke indeholdt én af de fire bevarede organer. Disse krukker blev placeret i graven i en speciel kiste eller blot stillet tæt på mumiekisten. I ca. 1100-700 f.Kr., og i senere århundreder fraveg man dog denne skik. I stedet lagde man de balsamerede organer tilbage i kroppens indre, og hver pakke blev ledsaget af en voksfigur, der afbildede Horus’ fire sønner.
Efter de ca. 40 dage kom balsamereren tilbage, og fjernede natronen fra kroppen, som nu var udtørret og desinficeret. Herefter vaskede han kroppen, ”udstoppede” den med brugte tekstiler, og smurte den med parfumeolier, så den duftede godt. Ægypterne mente nemlig at den afdøde skulle møde guderne i den hinsides verden. Endelig blev den afdøde pakket ind i mumiebind, hvorpå der kunne blive fæstnet en mumiemaske eller et mumieportræt. Fordelt inde i mumiebindene lå der mange forskellige beskyttende amuletter, som skulle hjælpe den afdøde med at komme sikkert ind i dødsriget. Den afdøde kunne også have smykker på sig, som han eller hun ønskede at tage med sig i efterlivet. Den afdøde er nu blevet forvandlet til en mumie, og parat til at leve videre i dødsriget.
Grunden til at ægypterne mente at kroppen skulle bevares, var at man anså mumien for sjælens evige krop. Hvis mumien imidlertid skulle være så uheldig at blive ødelagt, var det muligt for et objekt eller en statue at overtage mumiens rolle. Nogle gange er det endda set at den afdødes navn alene var nok til at sikre den afdødes sjæls overlevelse.

## Begravelse af mumien
Mumien var nu klar til at blive begravet. Den blev hentet hos balsamereren og båret i procession med sine gravgaver til begravelsesstedet. Processionen bestod af den sørgende familie og venner, præster, og evt. professionelle sørgende, hvis den afdøde var meget velhavende. Disse professionelle sørgende bliver stadigvæk brugt i Ægypten den dag i dag. Begravelsens højdepunkt var ”mundåbningscermonien”, som var en symbolsk genfødsel af den afdøde. Man åbnede symbolsk den afdødes luftveje igennem et ritual, som man mente gjorde det muligt for den afdøde at trække vejret på ny, og derved genopstå.
Herefter blev der holdt et storslået festmåltid, hvor den afdøde og hans efterlevende familie kunne nyde et måltid mad sammen en sidste gang. Mumien blev nu placeret i sin grav ledsaget af diverse ritualer, hvor blandt andet blomster blev placeret på mumien og dens kiste. I mellemtiden var den afdødes sjæl allerede begyndt sin rejse til efterlivet. Her skulle den afdøde overvinde mange prøver og forhindringer for at vise at han fortjener det evige efterliv. Heldigvis havde den afdøde Dødebogen med sig. Én af de vigtigste prøver var hjertevejningscermonien, som gav den afdøde adgang til det evige efterliv.

## Eksterne kilder
- "Tracking Colour - The polychromy of Greek and Roman sculpture in the Ny Carlsberg Glyptotek"